# Henriette Crespel
Pour les articles homonymes, voir Crespel.
Berthe Marie Henriette Crespel, née Dauchez le 17 mai 1874 dans le 7e arrondissement de Paris et morte à Cavalaire-sur-Mer le 9 février 1958, est une peintre française.

## Biographie
Sociétaire de la Société nationale des beaux-arts, épouse de Raphaël Crespel, agriculteur à Duisans, elle prend part dès 1895 au Salon des artistes français en présentant des fleurs et des natures mortes et expose en 1929 au Salon des artistes français deux dessins nommés Portraits et Poissons.